# 大賀信貞
大賀 信貞（おおが のぶさだ、慶長15年1月3日（1610年1月27日） - 寛文5年7月17日（1665年8月27日））は、江戸時代前期の博多の豪商、海外貿易家。博多の三傑の1人・大賀信好（大賀宗九）の三男で、父の死後に跡を継いだ。通称は惣右衛門、晩年薙髪して閑鷗斎、または西江宗伯と号した。後世には大賀 宗伯（おおが そうはく）の名で知られる。海外との交易を通して、伊藤小左衛門やほかの貿易商人とともに福岡藩の黒田家の財政に関わった。

## 略歴
慶長15年（1610年）1月3日、博多で生まれる。12歳の時に、父に従って阿媽港（マカオ）に赴き、その地の支店に8年間滞在した。
寛永年間に父・宗九が没した後に、跡を継いだ。
江戸幕府から朱印状を得て南洋貿易で利を上げ、平戸のオランダ商館との取引を行った。「鎖国」政策の後も、福岡藩の後ろ盾で長崎の出店でオランダとの貿易を続けた。
島原の乱の際には、藩命を受けて軍馬や糧秣、金銀の輜重の任務を承った。乱の後に知行300石を与えるといわれたが、それは断ったという。
正保4年（1647年）、ポルトガル船が交易再開を願い出るために渡来した際、黒田忠之は1万1730人の兵を率いて長崎へ急行した。この軍資金を負担したのが、博多の豪商・伊藤小左衛門と大賀宗伯で、ほかにもポルトガル船を焼き討ちにするための稲藁を調達するため、屋根に葺かれた藁を1村分まるごと買い取って提供した。その功によって忠之から黒田家の家紋入り陣羽織と50人扶持を与えられ、大賀家は博多津商人筆頭となった。
明暦から寛文年間ごろには、長州藩で専売していた「山代紙」の販売を末次平蔵茂朝や長州藩商人の塩田屋道可とともに許可されて、長崎や博多で販売した。
寛文5年（1665年）7月17日、博多の呉服町にて没する。享年56。

## 死後
黒田忠之が2代藩主だった時代には、長崎の五島町にあった大賀家の屋敷は忠之の長崎滞在中の居館となっていたが、寛文3年（1663年）の大火の後は、同屋敷は藩の蔵屋敷となった。呉服町にあった大賀屋敷は、寛永14年（1637年）から黒田家の博多茶屋として使用されたほか、忠之の命で網場町にあった敷地3000坪の邸宅に迎賓館を造り、そこを忠之自身が利用したり、幕府役人などの接待に使ったりした。
寛文7年（1667年）に伊藤小左衛門が武器密輸事件で失脚した後は、大賀家は黒田藩の長崎警備のための兵站を担った。